# Kazimierz Ślączka
Kazimierz Ślączka (ur. 26 października 1885 w Buczaczu, zm. 18 września 1971) – polski inżynier, urzędnik, podporucznik piechoty Legionów Polskich, kapitan rezerwy piechoty Wojska Polskiego RP.

## Życiorys
Kazimierz Ślączka urodził się 26 października 1885 w Buczaczu. Syn Wojciecha Ślączki (1851–1925, adwokat, działacz niepodległościowy) i Bronisławy z domu Mysłowskiej (1856–1903). Jego rodzeństwem byli: Zofia Klara (1887-1890), Janina Aleksandra (1889-1979, nauczycielka), Sylwia Klementyna (1891-1893), Aleksander Wojciech (1893–1940, lekarz, jeden z twórców neurochirurgii polskiej, kapitan Wojska Polskiego, ofiara zbrodni katyńskiej, Roman (1895–1967, doktor praw, adwokat i radca prawny, przed 1939 także osiadły w Gdyni). Rodzina Ślączków zamieszkiwała w kamienicy przy ulicy Tadeusza Kościuszki, gdzie obecnie pod numerem 26 mieści się główny oddział sanockiej poczty (po zakończeniu II wojny światowej gmach został przejęty od dr. Romana Ślączki).
W 1903 zdał egzamin dojrzałości w C. K. Gimnazjum w Sanoku (w jego klasie byli m.in. Leopold Dręgiewicz, Józef Ekkert, Ksawery Jaruzelski, Ludwik Jus, Feliks Młynarski). W 1910 ukończył studia na Wydziale Inżynierii Lądowej Politechniki Lwowskiej wraz z kursem wiertnictwa naftowego. Studia specjalizacji w zakresie budownictwa wodnego odbył na Politechnice w Zurychu. Był zatrudniony w biurze inżynierskim profesora tej uczelni Gabriela Narutowicza oraz prowadził biuro hydrotechniczne inż. Jaggi w Arlesheim k. Bazylei. Jako inżynier uchwałą Rady Miejskiej w Sanoku z 1912 został uznany przynależnym do gminy Sanok. Reprezentując Sanok w 1912 uczestniczył w VI Zjeździe Techników Polskich w Krakowie. W 1913 powrócił na ziemie polskie i od tego czasu pracował w biurze hydrotechnicznym prof. Romana Ingardena w Krakowie. Pod koniec 1913 podjął pracę w kopalnictwie naftowym w Borysławiu, jako praktykant, następnie na stanowisku asystenta ruchu.
Po wybuchu I wojny światowej został żołnierzem Legionów Polskich we wrześniu 1914. Od 10 września do 23 października 1914 był dowódcą plutonu w 3 kompanii V batalionu 1 pułku piechoty w składzie I Brygady. 9 października 1914 w Jakubowicach Józef Piłsudski mianował go podporucznikiem. W połowie 1915 przebywał na leczeniu w Krakowie i pod koniec 1915 został zwolniony ze służby w Legionach. Podczas służby legionowej nosił pseudonim „Kazek”. Po odzyskaniu przez Polskę niepodległości w 1918 został przyjęty do Wojska Polskiego. Brał udział w wojnie polsko-bolszewickiej. W stopniu podporucznika piechoty został przydzielony do Departamentu VIII (Sanitarnego) Ministerstwa Spraw Wojskowych 25 listopada 1920. 27 lutego 1921 został przeniesiony do rezerwy jako kapitana rezerwy piechoty ze starszeństwem z dniem 1 czerwca 1919. W 1923, 1924 był oficerem rezerwowym 6 pułku Strzelców Podhalańskich w Stryju. W 1934 jako kapitan rezerwy piechoty z tytułem inżyniera, przydzielony do Powiatowej Komendy Uzupełnień Kielce. Pełnił funkcję prezesa oddziału Związku Legionistów Polskich w Kielcach.
Po wojnie nadal był zatrudniony na stanowisku kierownika kopalni „Glinik” w ramach Karpackiego Towarzystwa Naftowego. Jako przyjaciel Prezydenta RP Gabriela Narutowicza został jego doradcą ds. przemysłu naftowego. Od 1925 był zastępcą dyrektora technicznego spółki akcyjnej „Gazolina” dla spraw wiertniczych wszystkich szybów przedsiębiorstwa. W 1926 objął kierownictwo szybów w firmie „Premier”. Działał w Związku Techników Wiertniczych i Naftowych w Borysławiu. Był członkiem wydziału oddziału Polskiego Towarzystwa Politechnicznego we Lwowie w Borysławiu. W 1925 był współzałożycielem Stowarzyszenia Polskich Inżynierów Przemysłu Naftowego (późniejsze Stowarzyszenie Naukowo-Techniczne Inżynierów i Techników Przemysłu Naftowego i Gazowniczego), a w 1926 i do września 1927 pełnił funkcję zastępcy przewodniczącego SPIPN (prezesem był prof. inż. Zygmunt Bielski). Publikował w czasopiśmie „Przemysł Naftowy” (artykuł pt. O powiększaniu produkcji szybów naftowych, nr 6/1926. Decyzją Wyższego Urzędu Górniczego w Krakowie został członkiem komisji egzaminacyjnej dla wiertaczy. W 1926 został dyrektorem rozbudowy Zakładów Żwirowych przy budowie wytwórni i linii kolejowej w Kielcach. Prowadził także prace geologiczne w zakresie poszukiwań złóż kwarcytowych. Następnie tamże został dyrektorem Wojewódzkiego Funduszu Pracy. W marcu 1933 podczas kursu przysposobienia obywatelstwo-państwowego w Sandomierzu wygłosił wykład pt. Organizacja młodzieży wiejskiej. W latach 30. zamieszkiwał przy ulicy Żytniej 6 w Kielcach. W randze starszego inspektora był zatrudniony w Zarządzie Głównym Funduszu Pracy w Warszawie od 1933, a później w Gdyni. Do 1939 zamieszkiwał przy ul. Pomorskiej 12/2 w Gdyni.
Po wybuchu II wojny światowej i wkroczeniu Niemców został wzięty przez okupantów za zakładnika. Następnie został zwolniony i po nastaniu okupacji niemieckiej trafił do Krakowa, gdzie został aresztowany i osadzony w więzieniu Montelupich, skąd został skierowany do robót drogowych w Rożnowie. Po zakończeniu wojny w 1945 został zatrudniony w Zarządzie Miejskim miasta Gdańska, gdzie pełnił funkcję inspektora odbudowy obiektów na wybrzeżu. Później był starszym inspektorem Banku Inwestycyjnego. Od 1954 pracował w Przedsiębiorstwie Geologicznym Gospodarki Komunalnej, jako kierownik grupy maszynowych wierceń, następnie jako główny wiertnik. Po scaleniu i utworzeniu Przedsiębiorstwa Hydrogeologicznego z siedzibą w Gdańsku był starszym inspektorem w zakresie wiertnictwa hydrogeologicznego. Był jednym z założycieli i organizatorów powołanego 30 listopada 1964 oddziału w Gdańsku Stowarzyszenia Inżynierów i Techników Przemysłu Naftowego.
Zamieszkiwał przy ulicy Artura Grottgera 8 w Gdańsku-Oliwie. Zmarł 18 września 1971. Został pochowany na cmentarzu Oliwskim w Gdańsku.
Jego żoną była Anna z domu Walter (1888–1977).

## Odznaczenia
- Krzyż Niepodległości (16 marca 1937)[49]
- Krzyż Kawalerski Orderu Odrodzenia Polski[45]
- Złoty Krzyż Zasługi (11 listopada 1936)[50]